# Winfield Scott (1786–1866)
Winfield Scott (ur. 13 czerwca 1786, zm. 29 maja 1866 w West Point) – amerykański generał, bohater wojny brytyjsko-amerykańskiej (1812–1814), wódz naczelny podczas wojny amerykańsko-meksykańskiej (1846–1848), jak również później, podczas pierwszego roku wojny secesyjnej (do listopada 1861) po stronie wojsk Północy. Autor Planu Anaconda. Uważany za jednego z najlepszych dowódców w historii USA. Kładł nacisk na rozwój techniczny armii. 
Dwukrotnie został uhonorowany Złotym Medalem Kongresu (Congressional Gold Medal) - jednym z najwyższych odznaczeń cywilnych w Stanach Zjednoczonych - 3 listopada 1814 w uznaniu jego zasług w walkach pod Chippewa i Niagara oraz 9 marca 1848 w uznaniu jego nieprzerwanej waleczności i dobrego postępowania, jak również w imieniu oficerów i żołnierzy podległego mu korpusu regularnego i ochotniczego, wyróżniających się podczas oblężenia i zdobycia Veracruz oraz zamku San Juan de Ulloa 29 marca 1847, w kolejnych bitwach pod Cerro Gordo 18 kwietnia 1847, San Antonio i Churubusco 19 i 20 sierpnia 1847, w zwycięstwach osiągniętych pod miastem Meksyk w dniach 8 i 11–13 września 1847 oraz w bitwie o zdobycie metropolii 14 września 1847, w której wojska meksykańskie, znacznie liczebniejsze i posiadające przewagę pozycyjną, zostały pokonane. 

## Życiorys
Jego ojciec, William Scott (1747–1791), był farmerem, podczas amerykańskiej wojny o niepodległość służył w milicji Hrabstwa Dinwiddie. Matką była Ann Mason (1748–1803). Winfield Scott urodził się Laurel Branch, rodzinnej plantacji niedaleko Petersburga w Wirginii.